# Amicus curiae (revista)
Amicus curiae es una revista jurídica de la Universidad Nacional Autónoma de México creada por la Facultad de Derecho en el 2008.

## Historia
Amicus curiae empezó en 2008 como una revista digital bimestral, la cual se empezó a publicar cada cuatro meses en el 2014. Su nombre viene de la frase jurídica amicus curiae que significa "amigo de la corte" y que jurídicamente es alguien no involucrado directamente en un caso pero que ofrece información legal para resolver alguna controversia.
El objetivo de la revista es:

Proporcionar un espacio para la discusión y el análisis de los temas de actualidad desde la perspectiva jurídica
Amicus curiae